# Tittenhurst Park
Tittenhurst Park é uma antiga casa de campo georgiana listada como Grau II em Sunningdale, perto de Ascot, Berkshire, Inglaterra. Foi a famosa casa dos músicos John Lennon e Yoko Ono de 1969 a 1971, e depois a casa de Ringo Starr e família de 1973 a 1988. Starr vendeu a propriedade ao Xeique Zayed bin Sultan Al Nahyan, Presidente dos Emirados Árabes Unidos, em 1989. 

## História
A casa atual data de 1737, embora suas fachadas sejam em grande parte de c. 1830. 
Em 1869, a propriedade era propriedade de Thomas Holloway,  filantropo e fundador de duas grandes instituições que ele construiu nas proximidades: o Sanatório Holloway em Virginia Water, Surrey, e o Royal Holloway College, agora conhecido como Royal Holloway, University of London em Englefield Green. Por volta de 1898, a casa foi comprada por Thomas Hermann Lowinsky, antigo gerente geral das minas de carvão de Hyderabad (Deccan) Co, na Índia. Ele era um membro ativo da Royal Horticultural Society e ganhou a medalha de ouro por seus rododendros, uma coleção extraordinária que ele construiu em Tittenhurst, incluindo uma que ele chamou de "Mrs Tom Lowinsky". Entre os filhos de Lowinsky que cresceram no parque estava sua filha, Xenia Noelle Field, a reformadora prisional e horticultora, e o artista surrealista Thomas Esmond Lowinsky. 

## John Lennon
Lennon comprou a propriedade após a venda de Kenwood em Weybridge, Surrey, sua antiga casa com sua primeira esposa Cynthia Lennon, por causa de sua semelhança com a Calderstones House em Liverpool, onde ele passou um tempo quando criança. Lennon comprou a casa por £ 150.000 do espólio de Ron Blindell  que a comprou de Peter Cadbury em 1964.  A propriedade incluía jardins, uma casa Tudor e casas de empregados.  Ele e Ono gastaram o dobro do preço de compra em renovações, transformando o interior da casa ao seu gosto, encomendando um conjunto de tapetes asiáticos tecidos à mão e instalando um lago artificial sem permissão de planejamento  que eles podiam ver da janela do quarto.
Em resposta a um pedido de George Harrison, Lennon permitiu que os membros do Radha Krishna Temple permanecessem na propriedade antes de poderem se mudar para seu templo em Londres.  Os devotos, que também gravaram com Harrison para a Apple Records, moravam nos antigos aposentos dos empregados na propriedade e ajudaram nas reformas. Quando seu líder, Swami Prabhupada, visitou a Inglaterra pela primeira vez em setembro de 1969, ele também ficou no Tittenhurst Park a convite de Lennon.  Uma gravação da discussão filosófica de Prabhupada com Lennon, Ono e Harrison, realizada na sala de recitais no terreno do Tittenhurst Park,  foi posteriormente disponibilizada como Lennon '69: Search for Liberation, a primeira publicação da Vedic Contemporary Library Series.  Após esta reunião, a sala de recitais ficou conhecida como "Tittenhurst Temple". 
A última sessão de fotos dos Beatles ocorreu no Tittenhurst Park em 22 de agosto de 1969, e as fotos foram usadas para as capas frontal e traseira do álbum Hey Jude (uma coleção de lados de singles) no início de 1970. Também naquele ano, e após a separação dos Beatles, Lennon contratou Eddie Veale para construir seu próprio estúdio de gravação, chamado Ascot Sound Studios, na propriedade, onde ele e Ono gravaram muitos de seus álbuns solo de 1971. As fotos da capa dos álbuns gêmeos do casal, Plastic Ono Band, foram tiradas pela dupla em Tittenhurst, usando uma câmera Instamatic, e partes do vídeo do filme Imagine, que incluía trechos do álbum Fly, também foram filmadas no local. O interior também foi usado como cenário para o filme que foi usado para promover o single "Imagine", com Ono vista abrindo as janelas enquanto Lennon toca um piano de cauda branco. 
Durante 1970 e 1971, Lennon e Ono começaram a visitar os Estados Unidos, primeiro para terapia primal no Instituto Primal Arthur Janov, na Califórnia, depois para audiências de custódia da filha de Ono, Kyoko Chan Cox, em Houston e na cidade de Nova York. Ono passou o final da adolescência e os vinte anos morando em Nova York (incluindo Scarsdale e Greenwich Village) e preferiu morar lá à Inglaterra. Eles alugaram um apartamento na Bank Street no final de 1970 e, em 31 de agosto de 1971, os Lennons se mudaram para Nova York permanentemente. John nunca retornaria à Inglaterra. 
Tittenhurst foi classificada como Grau II por seu mérito arquitetônico em março de 1972. 
Em 2004, Peter Dennison, proprietário da empresa de móveis francesa Moth, colocou à venda um dos assentos de banheiro originais do Tittenhurst Park. Foi exibido na vitrine da loja Brighton Musical Exchange, na Trafalgar Street, Brighton. Dennison comprou o assento quando sua empresa de recuperação arquitetônica recebeu a oferta de móveis dos empreiteiros que estavam fazendo as reformas no Tittenhurst Park. O preço pedido era £ 285. 
Em 2010, o próprio banheiro foi oferecido para venda em leilão em benefício do Auditório Paul McCartney no Instituto de Artes Cênicas de Liverpool. Lennon disse ao construtor John Hancock para manter o banheiro de cerâmica e "usá-lo como vaso de plantas" depois de instalar um novo. Ficou guardado em um galpão na casa de Hancock por 40 anos, até sua morte. O lote tinha uma estimativa de £ 750–1.000. Também foi colocada à venda uma cópia mono de Two Virgins, gravada em Kenwood (estimativa de £ 2.500) e a gaita de Julian Lennon, dada ao Sr. Hancock pelo músico, que pediu que ele a levasse para casa, pois "Julian o estava deixando louco com ela". Lennon disse ao Sr. Hancock que diria a Julian que estava perdido (estimativa de £ 750–1.000). 
Em dezembro de 2015, vários itens adicionais do Tittenhurst Park foram colocados à venda como parte do leilão Ringo Starr & Barbara Bach realizado pela Julien's Auctions. Esses itens eram originalmente de propriedade de John Lennon e Yoko Ono e foram incluídos na venda do Tittenhurst Park para Ringo Starr em 1973. Os itens incluíam várias estátuas de busto esculpidas retratadas na capa do álbum Hey Jude, uma mesa de refeitório de madeira e bancos, um banco de jardim de pedra, vários painéis de vitrais e um painel de espelho com sobreposição de prata floral e foliada. 

## Ascot Sound Studios
O Ascot Sound Studios foi um estúdio de gravação construído por John Lennon e Yoko Ono em 1970, no terreno do Tittenhurst Park. 
Lennon construiu o estúdio, que continha oito faixas de gravação em fita de rolo aberto de uma polegada e um console de mixagem de dezesseis canais, para que ele e Ono pudessem gravar sem a inconveniência de ter que reservar um tempo de estúdio na Abbey Road ou em outro local. Lennon gravou grande parte de seu álbum Imagine de 1971 na ASS, com Phil Spector e Ono como seus coprodutores. George Harrison tocou em várias músicas, incluindo "How Do You Sleep?", que criticava seu ex-companheiro de banda e de Lennon, Paul McCartney. Ringo Starr visitou o estúdio durante a gravação da música e teria ficado chateado, dizendo: "Chega, John."  As sessões do álbum foram amplamente filmadas, e as imagens aparecem no documentário Imagine: John Lennon e em um documentário separado sobre a produção do álbum.
O álbum Fly de Ono (cuja música-título foi a trilha sonora do filme de mesmo nome) foi gravado ao mesmo tempo que Imagine, e essas parecem ser as últimas gravações que o casal concluiu no estúdio.

## Ringo Starr; Startling Studios
Decidindo permanecer nos Estados Unidos por um longo prazo, Lennon vendeu o Tittenhurst Park para seu antigo colega de banda Ringo Starr, que comprou a propriedade em 18 de setembro de 1973.  Starr renomeou o estúdio como "Startling Studios" e disponibilizou a instalação para uso por outros artistas de gravação.  Partes do filme Born to Boogie, do T. Rex, foram filmadas lá. O Judas Priest planejou gravar seu álbum British Steel no Startling Studios, mas achou a casa mais adequada e mudou o equipamento de gravação para lá. O álbum ao vivo do Judas Priest, Unleashed in the East, também foi mixado e concluído lá. O álbum de estreia do Def Leppard, On Through the Night, de 1980, também foi gravado lá.

## Xeique Zayed bin Sultan Al Nahyan
Em 1988, Starr vendeu a propriedade por £ 5 milhões para o xeique Zayed bin Sultan Al Nahyan, ex-presidente dos Emirados Árabes Unidos e ex-governante de Abu Dhabi. Zayed também era dono da Park Gate House em Ham, sudoeste de Londres, e compraria outra propriedade em Berkshire, Ascot Place, um ano após sua compra de Tittenhurst.   Durante as renovações subsequentes de Zayed em Tittenhurst em 1989 e 1990, gravações originais e filmes do Startling Studios e pinturas de Lennon nas paredes da casa foram destruídos, e um muro de 3m foi construído ao redor do perímetro da propriedade.  
O xeique Zayed bin Sultan Al Nahyan morreu em 2 de novembro de 2004. A propriedade continua sendo propriedade da família Al Nahyan. 